# Cantoria
Cantoria oder Sängerkanzel nennt man die für den liturgischen Gesang in christlichen Kirchen vorgesehene Tribüne. 

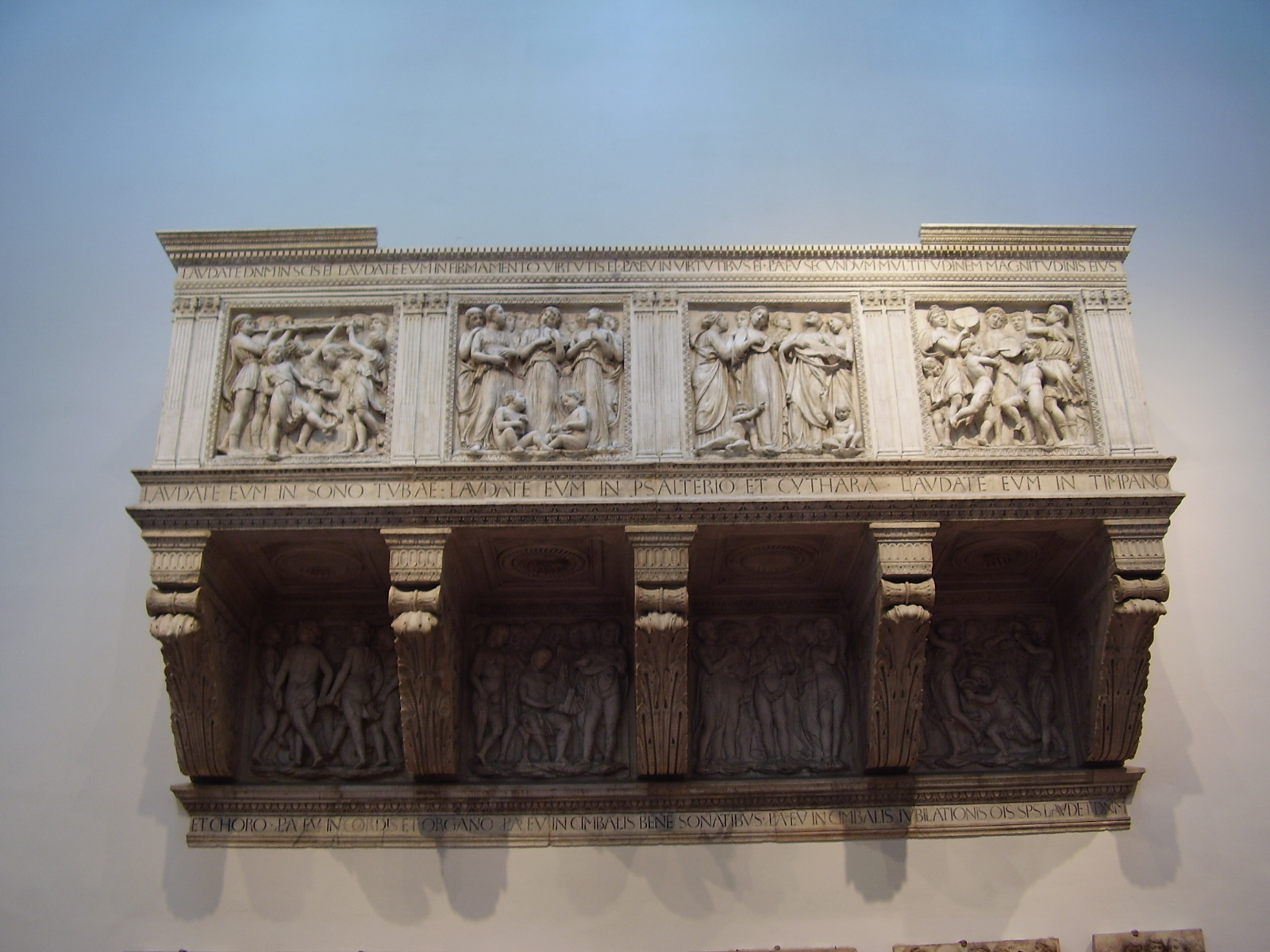
Sängerkanzel von Luca della Robbia, Florenz

Es gibt für die Sängerkanzel keinen festen Platz, sie kann in der Apsis, der Vierung oder auch zusammen mit der Orgel oberhalb des Eingangs installiert sein. Häufig sind die Sichtseiten mit Reliefs geschmückt.
Beispiele für die Sängerkanzel sind die von Luca della Robbia und Donatello zwischen 1431 und 1438 mit Reliefs auf einem Grund von Mosaik ausgestatteten Cantorien im Dom von Florenz. Die Kanzeln waren im Dom zwischen zwei Kuppelpfeilern in beträchtlicher Höhe auf fünf Wandkonsolen installiert. Im 16. Jahrhundert wurden sie abgebaut und zerlegt. Die Reliefs sind heute im Museo dell’opera del Duomo in Florenz ausgestellt.
Die Cantoria in der Sixtinischen Kapelle in Rom stammt aus der Werkstatt des Mino da Fiesole.
Zur Dekoration der Sockelzone entwarf Raffael 1515/1516 eine Folge von Bildteppichen, die in Brüssel gewoben wurden und an Weihnachtsfesten aufgehängt wurden.